# All Downhill from Here
«All Downhill from Here» — песня американской поп-панк-группы New Found Glory из их четвёртого альбома Catalyst. Композиция вышла в свет 6 апреля 2004 года, когда её начали транслировать американские радиостанции. Песня также была выпущена в качестве сингла 24 апреля. Песня также выпускалась на сборниках группы Hits и Icon.
Песня получила смешанные отзывы критиков. В Scene Point Blank в целом раскритиковали весь альбом Catalyst, ссылаясь на то, что New Found Glory альбом за альбомом играют одну и ту же музыку без всякого музыкального развития. Саму песню назвали цепляющей, но указали, что прослушивание песни со временем надоедает, так как большая часть альбома имеет похожее звучание. Также было упомянуто, что группа совершила огромную ошибку, поставив песню в трек-листе второй, а не первой. Аналогичное мнение выразили в Drowned in Sound: критик написал, что группа в своём творчестве «движется на автопилоте». В AllMusic указали, что «песня идеальна для скакания на Warped Tour, но быстро забывается».
К песне также был снят видеоклип, который был номинирован в 2004 году на премию MTV Video Music Award за видео-прорыв. Победителем в номинации стал клип на песню Franz Ferdinand «Take Me Out».

## Список композиций
1. «All Downhill from Here»
2. «Broken Sound» (Radio Session)
3. «The Minute I Met You»
4. Видеоклип «All Downhill from Here» (только на релизах в формате CD-ROM)

## Участники записи
- Джордан Пандик — вокал
- Чед Гилберт — гитара, бэк-вокал, композитор
- Стив Клейн — ритм-гитара, композитор
- Иан Грашка — бас-гитара
- Кир Болуки — ударные

## Позиции в чартах
| Чарт                        | Позиция |
| --------------------------- | ------- |
| Billboard Alternative Songs | 11      |
| UK Singles Chart            | 58      |